# Ansonia guibei
Ansonia guibei – gatunek płaza bezogonowego z rodziny ropuchowatych (Bufonidae).
Samce osiągają wielkość do 3,2 cm, samice do 3,4 cm.

## Występowanie
Występuje jako gatunek endemiczny na północnym Borneo w rejonie góry Kinabalu.